# Tavistock (Devon)
Tavistock es una ciutat del districte del West Devon, en el comptat de Devon, Anglaterra. Segons la parròquia civil, al 2011 Tavistock tenia 12.280 habitants.
La seva importància minera ha fet que formi part del conjunt denominat Paisatge miner de Cornualla i de l'oest de Devon escollit patrimoni mundial per la Unesco en 2006.
És famosa per ser el lloc on va néixer Sir Francis Drake. Té una estàtua erigida en el seu honor a Plymouth Road, i una rèplica de la mateixa a Plymouth Hoe.